# Dysdera kollari
Dysdera kollari är en spindelart som beskrevs av Doblika 1853. Dysdera kollari ingår i släktet Dysdera och familjen ringögonspindlar. Inga underarter finns listade i Catalogue of Life.